# Football League Championship 2015/16
Die Football League Championship 2015/16 war die zwölfte Spielzeit der englischen Football League Championship und zugleich die 24. Saison der höchsten Spielklasse der Football League – nach Einführung der Premier League – als nur noch zweithöchste englische Liga. Die Saison begann am 8. August 2015 und endete am 2. Mai 2016. Als Aufsteiger kamen Bristol City, Milton Keynes Dons und Preston North End dazu. Aus der Premier League abgestiegen waren in der Vorsaison Hull City, der FC Burnley und die Queens Park Rangers, die das Teilnehmerfeld von 24 Mannschaften komplettieren.

## Teams
Insgesamt werden 24 Teams in der zweiten englischen Liga spielen, darunter 18 aus der Saison 2014/15, drei Aufsteiger aus der Football League One 2014/15 und drei Absteiger aus der Premier League 2014/15.
| Verein                  | Stadt                   | Stadion                            | Kapazität |
| ----------------------- | ----------------------- | ---------------------------------- | --------- |
| Birmingham City         | Birmingham              | St. Andrew’s Stadium               | 31.016    |
| Blackburn Rovers        | Blackburn               | Ewood Park                         | 31.154    |
| Bolton Wanderers        | Bolton                  | Macron Stadium                     | 28.100    |
| FC Brentford            | Brentford, London       | Griffin Park                       | 12.763    |
| Brighton & Hove Albion  | Brighton                | American Express Community Stadium | 30.750    |
| Bristol City            | Bristol                 | Ashton Gate Stadium                | 21.497    |
| FC Burnley              | Burnley                 | Turf Moor                          | 22.546    |
| Cardiff City            | Cardiff                 | Cardiff City Stadium               | 33.000    |
| Charlton Athletic       | Charlton, London        | The Valley                         | 27.111    |
| Derby County            | Derby                   | iPro Stadium                       | 33.597    |
| FC Fulham               | Fulham, London          | Craven Cottage                     | 25.700    |
| Huddersfield Town       | Huddersfield            | John Smith’s Stadium               | 24.500    |
| Hull City               | Kingston upon Hull      | KC Stadium                         | 25.404    |
| Ipswich Town            | Ipswich                 | Portman Road                       | 30.311    |
| Leeds United            | Leeds                   | Elland Road                        | 39.460    |
| FC Middlesbrough        | Middlesbrough           | Riverside Stadium                  | 34.742    |
| Milton Keynes Dons      | Milton Keynes           | Stadium:mk                         | 22.000    |
| Nottingham Forest       | Nottingham              | City Ground                        | 30.576    |
| Preston North End       | Preston                 | Deepdale                           | 23.403    |
| Queens Park Rangers     | Shepherd’s Bush, London | Loftus Road                        | 19.148    |
| FC Reading              | Reading                 | Madejski Stadium                   | 24.224    |
| Rotherham United        | Rotherham               | AESSEAL New York Stadium           | 12.021    |
| Sheffield Wednesday     | Sheffield               | Hillsborough Stadium               | 39.812    |
| Wolverhampton Wanderers | Wolverhampton           | Molineux Stadium                   | 31.700    |

## Abschlusstabelle
| Pl. | Verein                  | Sp. | S  | U  | N  | Tore    | Diff. | Punkte |
| --- | ----------------------- | --- | -- | -- | -- | ------- | ----- | ------ |
| 1.  | FC Burnley (A)          | 46  | 26 | 15 | 5  | 072:350 | +37   | 93     |
| 2.  | FC Middlesbrough        | 46  | 26 | 11 | 9  | 063:310 | +32   | 89     |
| 3.  | Brighton & Hove Albion  | 46  | 24 | 17 | 5  | 072:420 | +30   | 89     |
| 4.  | Hull City (A)           | 46  | 24 | 11 | 11 | 069:350 | +34   | 83     |
| 5.  | Derby County            | 46  | 21 | 15 | 10 | 066:430 | +23   | 78     |
| 6.  | Sheffield Wednesday     | 46  | 19 | 17 | 10 | 066:450 | +21   | 74     |
| 7.  | Ipswich Town            | 46  | 18 | 15 | 13 | 053:510 | +2    | 69     |
| 8.  | Cardiff City            | 46  | 17 | 17 | 12 | 056:510 | +5    | 68     |
| 9.  | FC Brentford            | 46  | 19 | 8  | 19 | 072:670 | +5    | 65     |
| 10. | Birmingham City         | 46  | 16 | 15 | 15 | 053:490 | +4    | 63     |
| 11. | Preston North End (N)   | 46  | 15 | 17 | 14 | 045:450 | ±0    | 62     |
| 12. | Queens Park Rangers (A) | 46  | 14 | 18 | 14 | 054:540 | ±0    | 60     |
| 13. | Leeds United            | 46  | 14 | 17 | 15 | 050:580 | −8    | 59     |
| 14. | Wolverhampton Wanderers | 46  | 14 | 16 | 16 | 053:580 | −5    | 58     |
| 15. | Blackburn Rovers        | 46  | 13 | 16 | 17 | 046:460 | ±0    | 55     |
| 16. | Nottingham Forest       | 46  | 13 | 16 | 17 | 043:470 | −4    | 55     |
| 17. | FC Reading              | 46  | 13 | 13 | 20 | 052:590 | −7    | 52     |
| 18. | Bristol City (N)        | 46  | 13 | 13 | 20 | 054:710 | −17   | 52     |
| 19. | Huddersfield Town       | 46  | 13 | 12 | 21 | 059:700 | −11   | 51     |
| 20. | FC Fulham               | 46  | 12 | 15 | 19 | 066:790 | −13   | 51     |
| 21. | Rotherham United        | 46  | 13 | 10 | 23 | 053:710 | −18   | 49     |
| 22. | Charlton Athletic       | 46  | 9  | 13 | 24 | 040:800 | −40   | 40     |
| 23. | Milton Keynes Dons (N)  | 46  | 9  | 12 | 25 | 039:690 | −30   | 39     |
| 24. | Bolton Wanderers        | 46  | 5  | 15 | 26 | 041:810 | −40   | 30     |

| (A) | Absteiger aus der Premier League 2014/15       |
| (N) | Aufsteiger aus der Football League One 2014/15 |

## Torschützenliste

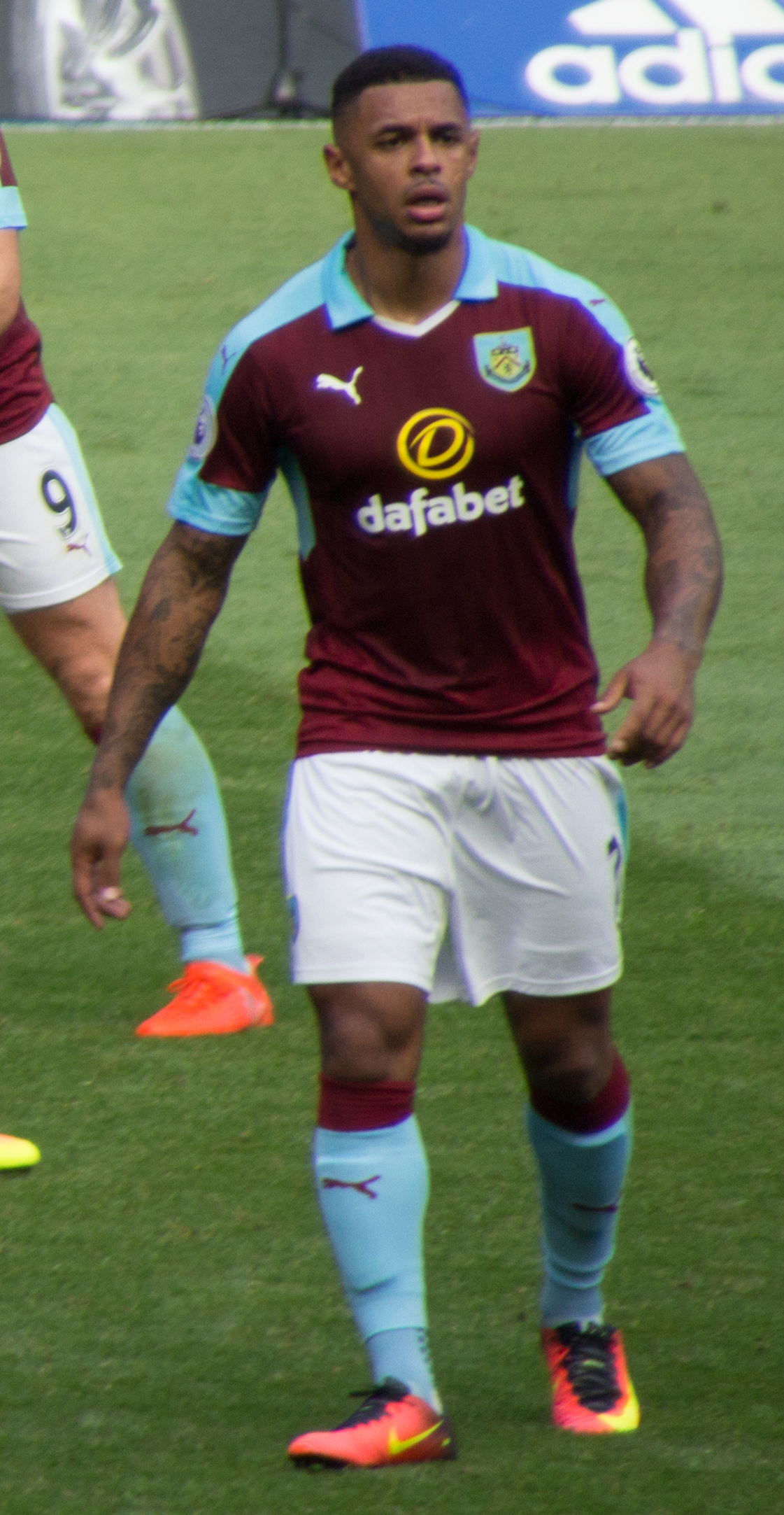
Torschützenkönig mit 25 Saisontoren: Andre Gray (Burnley/Brentford)

| Pl. | Name                | Team                             | Tore |
| --- | ------------------- | -------------------------------- | ---- |
| 1.  | Andre Gray          | FC Burnley (23) FC Brentford (2) | 25   |
| 2.  | Ross McCormack      | FC Fulham                        | 21   |
| 2.  | Abel Hernández      | Hull City                        | 21   |
| 4.  | Jonathan Kodjia     | Bristol City                     | 19   |
| 5.  | Tomer Hemed         | Brighton & Hove Albion           | 17   |
| 5.  | Nahki Wells         | Huddersfield Town                | 17   |
| 7.  | Jordan Rhodes       | FC Middlesbrough                 | 16   |
| 8.  | Moussa Dembélé      | FC Fulham                        | 15   |
| 8.  | Fernando Forestieri | Sheffield Wednesday              | 15   |
| 8.  | Chris Martin        | Derby County                     | 15   |
| 8.  | Sam Vokes           | FC Burnley                       | 15   |

## Play-off-Spiele
|  | Halbfinale (Hinspiel/Rückspiel/Gesamt) | Halbfinale (Hinspiel/Rückspiel/Gesamt) | Halbfinale (Hinspiel/Rückspiel/Gesamt) | Halbfinale (Hinspiel/Rückspiel/Gesamt) | Halbfinale (Hinspiel/Rückspiel/Gesamt) |   |                     | Finale im Wembley-Stadion | Finale im Wembley-Stadion | Finale im Wembley-Stadion |
|  |                                        |                                        |                                        |                                        |                                        |   |                     |                           |                           |                           |
|  | 6                                      | Sheffield Wednesday                    | 2                                      | 1                                      | 3                                      |   |                     |                           |                           |                           |
|  | 3                                      | Brighton & Hove Albion                 | 0                                      | 1                                      | 1                                      |   |                     |                           |                           |                           |
|  | 3                                      | Brighton & Hove Albion                 | 0                                      | 1                                      | 1                                      | 6 | Sheffield Wednesday | 0                         |                           |                           |
|  |                                        |                                        |                                        |                                        |                                        | 6 | Sheffield Wednesday | 0                         |                           |                           |
|  |                                        | 4                                      | Hull City                              | 1                                      |                                        |   |                     |                           |                           |                           |
|  | 5                                      | 4                                      | Hull City                              | 1                                      | Derby County                           | 0 | 2                   | 2                         |                           |                           |
|  | 5                                      |                                        |                                        |                                        | Derby County                           | 0 | 2                   | 2                         |                           |                           |
|  | 4                                      | Hull City                              | 3                                      | 0                                      | 3                                      |   |                     |                           |                           |                           |

## Auszeichnungen während der Saison
| Monat          | Trainer des Monats                     | Spieler des Monats                         |
| -------------- | -------------------------------------- | ------------------------------------------ |
| August 2015    | Chris Hughton (Brighton & Hove Albion) | Kazenga LuaLua (Brighton & Hove Albion)    |
| September 2015 | Aitor Karanka (FC Middlesbrough)       | Jordan Rhodes (Blackburn Rovers)           |
| Oktober 2015   | Lee Carsley (FC Brentford)             | Alan Judge (FC Brentford)                  |
| November 2015  | Mick McCarthy (Ipswich Town)           | Daryl Murphy (Ipswich Town)                |
| Dezember 2015  | Aitor Karanka (FC Middlesbrough)       | Adam Clayton (FC Middlesbrough)            |
| Januar 2016    | Steve Bruce (Hull City)                | Abel Hernández (Hull City)                 |
| Februar 2016   | Sean Dyche (FC Burnley)                | Aden Flint (Bristol City)                  |
| März 2016      | Neil Warnock (Rotherham United)        | Sam Vokes (FC Burnley)                     |
| April 2016     | Chris Hughton (Brighton & Hove Albion) | Anthony Knockaert (Brighton & Hove Albion) |